# Pikeville (Kentucky)
Pikeville è una città degli Stati Uniti d'America, situata nello Stato del Kentucky e in particolare nella contea di Pike, della quale è il capoluogo.